# 根占真伍
根占 真伍（ねじめ しんご、1984年12月22日 - ）は、東京都出身の元サッカー選手。妻はモデルの仲程仁美。

## 経歴
東京都出身で、ジュニアユースから東京ヴェルディ1969に所属し、世代別代表を経験している。東京Vでは膝の持病で入団2年目で手術を経験するなど、入団後しばらくはスタメンを取れずにいたが、J2降格を契機に出場機会を増やしていった。
2007年に横浜FCへ移籍し、かなりの出場機会を得るが、2010年に急激に出番を失いクラブを退団した。
2011年にはロアッソ熊本に移籍。怪我がちであったことからスタメンを奪うことはなかったが、守備的ミッドフィールダーとして欠かせない選手になったものの、2012年クラブより契約満了の通達を受け退団となった。
その後、国内外で移籍先を探していたようだが、インドのIリーグ所属のチャーチル・ブラザーズSCが獲得に興味を示しているとの報道があり、その後6月に実際に加入が決まったとの報道があったが、入団せずにそのまま現役引退。
引退後は東京都内で不動産関係の仕事をしていたが、9カ月で退職し家族の住む沖縄県内に移住、1社を経て2016年11月現在は同県内の住宅設備関係の会社に勤務している。

## プレースタイル
主にボランチやサイドハーフから、テクニックを生かしたパスで中盤でのゲーム作りを得意とする。また、思い切りのいいミドルシュートから得点を狙うことが出来る。一方でヴェルディジュニアユース時代から引退するまで膝の持病に悩まされ続けていた。

## 所属クラブ
- 1997年 - 1999年 ヴェルディジュニアユース
- 2000年 - 2002年 ヴェルディユース（東京都立玉川高等学校）
  - 2002年 東京ヴェルディ1969（2種登録選手）
- 2003年 - 2006年  東京ヴェルディ1969
- 2007年 - 2010年  横浜FC
- 2011年 - 2012年  ロアッソ熊本

## 個人成績
| 国内大会個人成績 | 国内大会個人成績 | 国内大会個人成績 | 国内大会個人成績 | 国内大会個人成績 | 国内大会個人成績 | 国内大会個人成績 | 国内大会個人成績 | 国内大会個人成績 | 国内大会個人成績 | 国内大会個人成績 | 国内大会個人成績 |
| 年度             | クラブ           | 背番号           | リーグ           | リーグ戦         | リーグ戦         | リーグ杯         | リーグ杯         | オープン杯       | オープン杯       | 期間通算         | 期間通算         |
| 年度             | クラブ           | 背番号           | リーグ           | 出場             | 得点             | 出場             | 得点             | 出場             | 得点             | 出場             | 得点             |
| 日本             | 日本             | 日本             | 日本             | リーグ戦         | リーグ戦         | リーグ杯         | リーグ杯         | 天皇杯           | 天皇杯           | 期間通算         | 期間通算         |
| ---------------- | ---------------- | ---------------- | ---------------- | ---------------- | ---------------- | ---------------- | ---------------- | ---------------- | ---------------- | ---------------- | ---------------- |
| 2003             | 東京V            | 25               | J1               | 15               | 1                | 4                | 0                | 2                | 0                | 21               | 1                |
| 2004             | 東京V            | 18               | J1               | 1                | 0                | 3                | 0                | 0                | 0                | 4                | 0                |
| 2005             | 東京V            | 18               | J1               | 0                | 0                | 0                | 0                | 0                | 0                | 0                | 0                |
| 2006             | 東京V            | 23               | J2               | 27               | 0                | -                | -                | 1                | 0                | 28               | 0                |
| 2007             | 横浜FC           | 24               | J1               | 23               | 3                | 5                | 0                | 2                | 1                | 30               | 4                |
| 2008             | 横浜FC           | 24               | J2               | 36               | 4                | -                | -                | 1                | 0                | 37               | 4                |
| 2009             | 横浜FC           | 24               | J2               | 22               | 1                | -                | -                | 1                | 0                | 23               | 1                |
| 2010             | 横浜FC           | 24               | J2               | 10               | 0                | -                | -                | 1                | 0                | 11               | 0                |
| 2011             | 熊本             | 23               | J2               | 27               | 4                | -                | -                | 0                | 0                | 27               | 4                |
| 2012             | 熊本             | 23               | J2               | 14               | 1                | -                | -                | 0                | 0                | 14               | 1                |
| 通算             | 日本             | 日本             | J1               | 39               | 4                | 12               | 0                | 4                | 1                | 55               | 5                |
| 通算             | 日本             | 日本             | J2               | 136              | 10               | -                | -                | 4                | 0                | 140              | 10               |
| 総通算           | 総通算           | 総通算           | 総通算           | 175              | 14               | 12               | 0                | 8                | 1                | 195              | 11               |

- Jリーグ初出場-2003年3月22日 1stステージ第1節 ジェフユナイテッド市原戦
- Jリーグ初得点-2003年5月17日 1stステージ第9節 京都パープルサンガ戦

## タイトル
- 1997年-1999年 ヴェルディジュニアユース
  - 1997年 第12回日本クラブユースサッカー選手権（U-15）大会 3位
  - 1998年 第13回日本クラブユースサッカー選手権（U-15）大会 3位
  - 1999年 ナイキプレミアカップ・ワールドファイナル5位
- 2005年 東京ヴェルディ1969
  - 第84回天皇杯優勝、ゼロックススーパーカップ優勝

## 代表歴
- 1999年 U-15日本代表
- 2000年 U-16日本代表 - AFC U-17選手権2000
- 2001年
  - U-17日本代表 - 2001 FIFA U-17世界選手権
  - U-18日本代表候補